# Green Eyes (film fra 1918)
Green Eyes er en amerikansk stumfilm fra 1918 af Roy William Neill.

## Medvirkende
- Dorothy Dalton som Shirley Hunter
- Jack Holt som Pearson Hunter
- Emory Johnson som Morgan Hunter
- Doris May som Margery Gibson
- Robert McKim som Alexander Chapman